# Azádín Únáhí
Azádín Únáhí (Casablanca, 2000. április 19. –) marokkói válogatott labdarúgó, a francia Marseille középpályása.

## Pályafutása

### Klubcsapatokban
Únáhí a marokkói Casablanca városában született. Az ifjúsági pályafutását a helyi Raja Casablanca csapatában kezdte, majd a Mohammed VI Academy akadémiájánál folytatta.
2018-ban mutatkozott be a francia Strasbourg tartalékcsapatában. 2020-ban az Avrancheshez igazolt. 2021. július 14-én szerződést kötött az első osztályú Angers együttesével. 2021. augusztus 15-én, a Lyon ellen hazai pályán 3–0-ás győzelemmel zárult bajnokin debütált és egyben meg is szerezte első gólját a klub színeiben. 2023. január 29-én a Marseille-hez írt alá 2027 nyaráig.

### A válogatottban
Únáhí az U20-as korosztályú válogatottban is képviselte Marokkót.
2022-ben debütált a felnőtt válogatottban. Először a 2022. január 10-ei, Ghána ellen 1–0-ra megnyert mérkőzésen lépett pályára. Első válogatott góljait 2022. március 29-én, Kongói DK ellen 4–1-es győzelemmel zárult VB-selejtezőn szerezte meg.

## Statisztikák
2023. március 19. szerint
| Klub      | Szezon   | Osztály  | Bajnokság | Bajnokság | Kupa  | Kupa | Nemzetközi | Nemzetközi | Összesen | Összesen |
| Klub      | Szezon   | Osztály  | Meccs     | Gól       | Meccs | Gól  | Meccs      | Gól        | Meccs    | Gól      |
| --------- | -------- | -------- | --------- | --------- | ----- | ---- | ---------- | ---------- | -------- | -------- |
| Angers    | 2021–22  | Ligue 1  | 32        | 2         | 1     | 0    | —          | —          | 33       | 2        |
| Angers    | 2022–23  | Ligue 1  | 15        | 0         | 0     | 0    | —          | —          | 15       | 0        |
| Angers    | Összesen | Összesen | 47        | 2         | 1     | 0    | 0          | 0          | 48       | 2        |
| Marseille | 2022–23  | Ligue 1  | 7         | 1         | 2     | 0    | —          | —          | 9        | 1        |
| Összesen  | Összesen | Összesen | 54        | 3         | 3     | 0    | 0          | 0          | 57       | 3        |

### A válogatottban
| Válogatott | Év       | Pályára lépés | Gól |
| ---------- | -------- | ------------- | --- |
| Marokkó    | 2022     | 17            | 2   |
| Marokkó    | 2023     | 1             | 0   |
| Összesen   | Összesen | 18            | 2   |

#### Góljai a válogatottban
| # | Időpont           | Helyszín                              | Ellenfél  | Gólok | Eredmény | Kiírás               |
| - | ----------------- | ------------------------------------- | --------- | ----- | -------- | -------------------- |
| 1 | 2022. március 29. | Stade Mohammed V, Casablanca, Marokkó | Kongói DK | 1–0   | 4–1      | 2022-es VB-selejtező |
| 2 | 2022. március 29. | Stade Mohammed V, Casablanca, Marokkó | Kongói DK | 3–0   | 4–1      | 2022-es VB-selejtező |